# Saint-Léger-sur-Bresle
Saint-Léger-sur-Bresle (picardisch: Saint-Lgé-su-Brèle) ist eine nordfranzösische Gemeinde mit 78 Einwohnern (Stand 1. Januar 2022) im Département Somme in der Region Hauts-de-France. Die Gemeinde liegt im Arrondissement Amiens (seit 2009) und ist Teil der Communauté de communes Somme Sud-Ouest und des Kantons Poix-de-Picardie.

## Geographie
Die kleine Gemeinde liegt zwölf Kilometer südwestlich von Oisemont und südlich von Senarpont zwischen dem Fluss Bresle und dem Forêt d’Arguel an der von der dem Tal der Bresle folgenden Départementsstraße D316 abzweigenden Départementsstraße D246, die den Ort mit der am gegenüberliegenden Ufer der Bresle liegenden Hodeng-au-Bosc im Département Seine-Maritime verbindet. Die Bahnstrecke von Aumale nach Le Tréport verläuft jenseits der Bresle außerhalb des Gemeindegebiets.

## Geschichte
Die Gemeinde trug bis 1956 den Namen Saint-Léger-le-Pauvre.

## Einwohner
| 1962 | 1968 | 1975 | 1982 | 1990 | 1999 | 2006 | 2011 |
| ---- | ---- | ---- | ---- | ---- | ---- | ---- | ---- |
| 40   | 46   | 52   | 34   | 51   | 57   | 75   | 85   |

## Sehenswürdigkeiten
- Kirche Saint-Léger
- Wasserkraftanlage mit Fischtreppe an der Bresle[1]

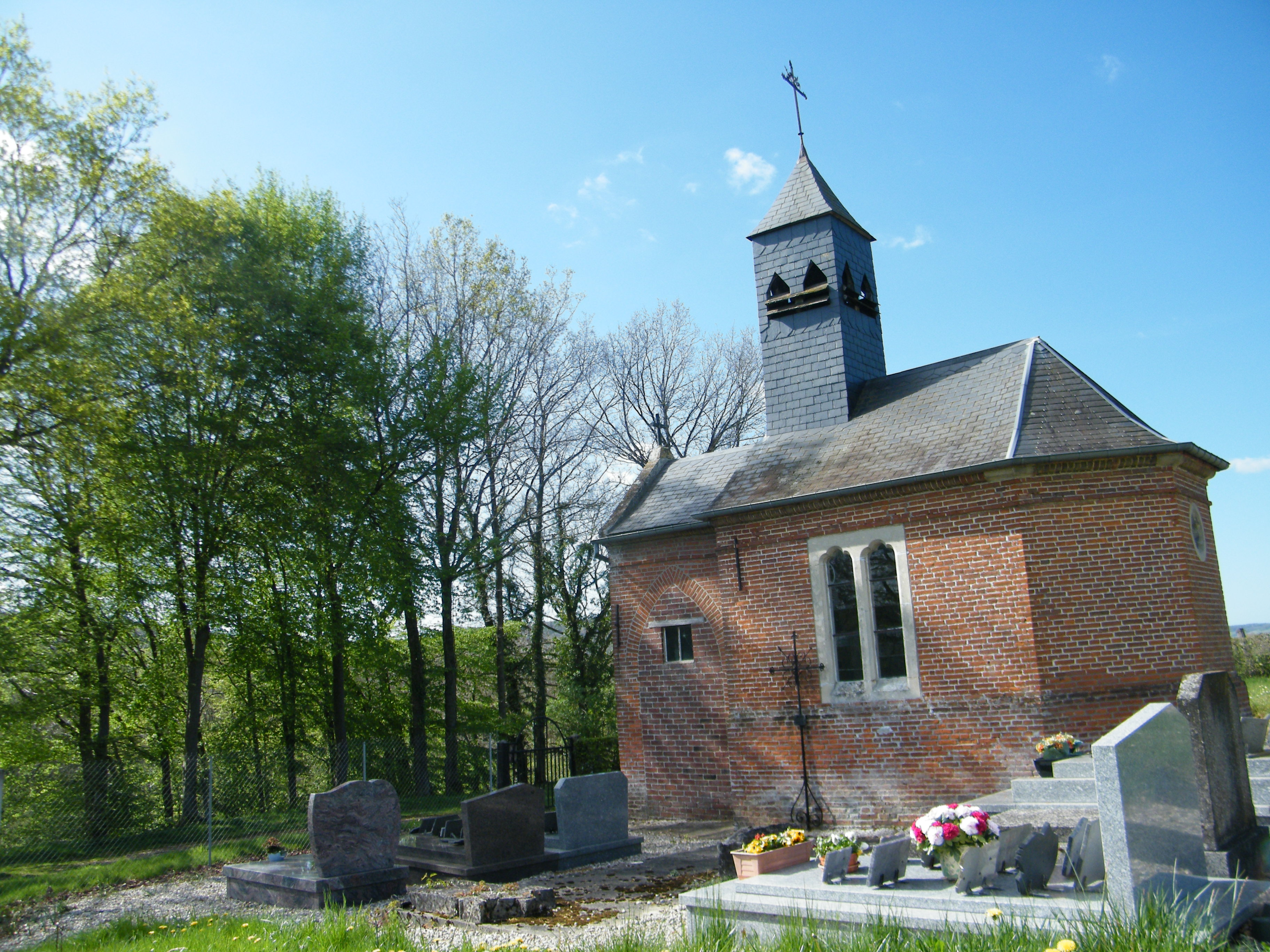
Kirche Saint-Léger